# Konami Cross Media NY
Konami Cross Media NY, Inc. este o companie de producție americană deținută de Konami.
Cross Media a fost fondat în noiembrie 1992 ca 4Kids Productions, o subsidiară a 4Kids Entertainment (care a devenit mai târziu 4Licensing Corporation). După ce 4Kids a fost dizolvat pe 30 iunie 2012, datorită unei lipse continue de profitabilitate, biroul lor de producție a fost achiziționat de Konami și redenumit 4K Media mai târziu în acel an. Pe 1 aprilie 2019, compania și-a adoptat numele prezent; reflectând expansiunea sa să gestioneze mărci Konami în afară de jocuri video. În plus față de localizarea și gestionarea de licențe de proprietate intelectuală (PI), Konami Cross Media NY produce și dezvoltă noi afaceri folosind PI-uri deținute de Konami.
Konami Cross Media NY este responsabilă pentru producerea de adaptări editate în limba engleză de seriale anime japoneze, în principal din franciza Yu-Gi-Oh!. În plus față de gestionarea de licențiere, vânzări și distribuție a Yu-Gi-Oh! în Statele Unite, Cross Media se ocupă cu asemenea cu proprietățile de jocuri ale Konami (inclusiv Bomberman, Contra și Frogger; și de asemenea Rebecca Bonbon, marca de anime pentru fete creată de Yuko Shimuzu).

Logo-ul 4K Media Inc. folosit din 2012 până în 2019

## Seriale
- Yu-Gi-Oh! Duel Monsters (2001–2006)
- Yu-Gi-Oh! GX (2005–2008)
- Yu-Gi-Oh! 5D's (2008–2011)
- Yu-Gi-Oh! Zexal (2011–2015)
- Yu-Gi-Oh! Arc-V (2015–2018)
- Yu-Gi-Oh! VRAINS (2018–2021)
- Frogger (2021)
- Yu-Gi-Oh! Sevens (2022–2023)
- Yu-Gi-Oh! Go Rush!! (2025–prezent)

## Filme
- Yu-Gi-Oh! The Movie: Pyramid of Light (2004)
- Yu-Gi-Oh!: Bonds Beyond Time (2011)
- Yu-Gi-Oh! The Dark Side of Dimensions (2017)